# Bugis
Die Bugis sind eine Volksgruppe auf der indonesischen Insel Sulawesi mit dem Siedlungsschwerpunkt in der Provinz Sulawesi Selatan. Sie sind ethnisch den Malaien zugehörig. In der Nachbarschaft leben die Makassar und Mandar. Obwohl viele Bugis in großen Hafenstädten wohnen, ist die Mehrheit von ihnen in kleinen Dörfern entlang der Küstenlinie und entlang der Flüsse und der größeren Straßen verstreut.
Das Wort „Bugis“ ist ein malaiisches Wort, die Eigenbezeichnung auf buginesisch ist To Ugi. Das To bedeutet „Leute“; und Ugi referenziert auf den ersten König des alten Bugi-Königreichs, Cina.
Die Bugis sprechen eine unterscheidbare Sprache, das Buginesisch oder Basa Ugi. Sie werden von anderen als sehr streng, kriegerisch und fleißig beschrieben. Ehre, Status und Rang sind von großer Bedeutung für die Bugis. Sie sind sehr von sich überzeugt, haben ein positives Selbstbild und verlassen sich stark auf ihre Fähigkeiten. Als eine der größeren Gruppen in der Region (mehr als 5 Millionen Menschen) haben sie einen beträchtlichen Einfluss auf ihre Nachbarschaft.

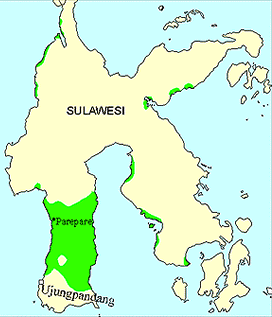
Hauptsiedlungsgebiete der Bugis in Sulawesi

## Geschichte

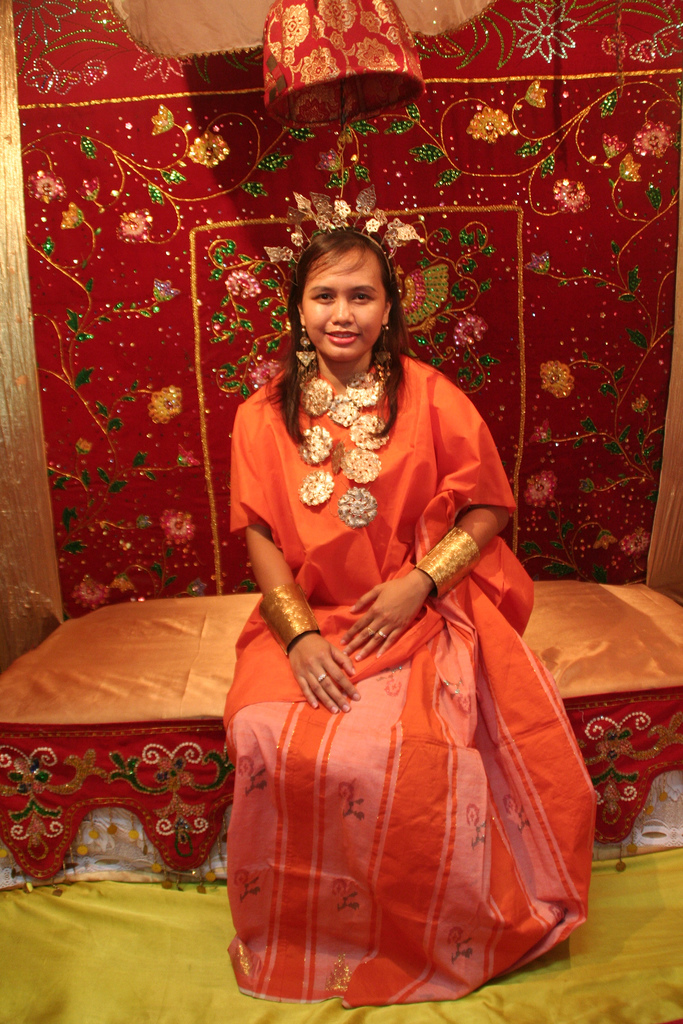
Baju Bodo, traditionelle Bekleidung der Bugis (2007)

Die austronesischen Vorfahren der Bugis ließen sich um 2500 v. Chr. auf Sulawesi nieder. Theorien zufolge könnten sie von Taiwan aus zugewandert sein. Diese Theorie wird auch von einigen genetischen Untersuchungen gestützt.
Als Ursprungsregion der Bugis in Sulawesi gilt das Gebiet um die Seen Danau Tempe und Danau Sidenreng in Südsulawesi. Von dort haben sie  sich nach Osten, Westen und Süden über Südsulawesi ausbreiteten. Um 1200 n. Chr. stimulierte die Verfügbarkeit von eingeführten Waren wie chinesischer und südostasiatischer Keramik und Druckblock-Textilien aus Gujarat, verbunden mit neu entdeckten Vorkommen von Eisenerz in Luwu, eine Agrarrevolution. Diese führte im Laufe der nächsten 400 Jahre zur Entwicklung der großen Königreiche von Süd-Sulawesi wie Tallo, Soppeng, Wajo und Bone und zur sozialen Transformation von Stammesgesellschaften in hierarchische Proto-Staaten.
Die ehemals ethnisch religiösen Bugis konvertierten um 1605 zum Islam, der von den Minangkabau-Ulamā Ri Bandang Dato, Dato Ri Tiro und Dato Ri Patimang in Südsulawesi verbreitet wurde. Einige Bugis haben ihre vor-islamische Religion, Tolotang genannt, bewahrt, und einige Bugis sind durch Ehe zum Christentum konvertiert, aber diese stellen nur eine Minderheit dar.
Der Kolonialismus der Niederländer im 17. Jahrhundert führte zur Diaspora vieler Bugis und zu ihrem Eintritt in die Politik der Halbinsel Malaya / Malaysia und der Insel Sumatra. Die Bugis spielten eine wichtige Rolle bei der Besiegung von Jambi und hatten großen Einfluss auf das Sultanat von Johor. In Sabah, in Nordborneo sind die Bugis people staatlich als Bumiputra anerkannt, zusammen mit den Suluk und anderen Ethnien. Die Bevölkerung konzentriert sich dort vor allem an der Ostküste von Sabah um die Region von Tawau.

## Seefahrten
Respektiert und als Piraten gefürchtet, geachtet als Seefahrer, Händler und Abenteurer, schauten die Seefahrer Südostasiens stets nach vorn, suchten ihr Glück hinter dem Horizont über die gesamte indonesische Inselwelt und darüber hinaus. Sie waren teils so gefürchtet, dass einige Personen das englische Wort „Bogeyman“ (Butzemann sowie auch Buschemann oder Bugimann) auf eine verstümmelte Form des bugis man oder bugines man zurückführen.
Weil Handel das vorrangige Ziel der Seefahrer war, gründeten die Makassaren, Bajau und Bugis oft permanente Siedlungen, entweder mittels Eroberungen oder durch Diplomatie, und heirateten oft in die lokalen Gesellschaften hinein, wo immer sie ihresgleichen fanden. Über ganz Ost-Indonesien hinweg waren die Könige, Sultane, Rajas und Fürsten von bald einhundert kleinen Reichen die Abkömmlinge dieser Seefahrer, Händler und Fischer entlang der Küstenlinien.

### Bugis in Nordaustralien
Lange bevor europäische Kolonialisten ihren Einfluss in diese Gewässer erstreckten, bauten die Makassaren, die Bajau und die Bugis elegante, ozeangängige Schiffe, die Pinisis. Ihre Handelsrouten erstreckten sich bis zu den Aru-Inseln südwestlich von Neuguinea, wo sie mit Vogelhäuten der Paradiesvögel und medizinischen Masoyarinden handelten. Sie fuhren auch nach Nordaustralien, wo sie Muscheln, Vogelnester und Perlmutt gegen Messer und Salz bei den Aborigines tauschten. Die Produkte der Wälder und des Meeres, die sie zurückbrachten, waren auf den asiatischen Märkten hoch begehrt. Die Bugis konnten damit Opium, Seide, Baumwolle, Feuerwaffen und Schießpulver erhandeln.
Die außergewöhnliche Geschichte der Interaktion zwischen den Bugis und den australischen Aborigines ist in Europa kaum bekannt. Die Bugis hinterließen ihre Handelsspuren an einer über zweitausend Kilometer langen Küstenlinie Nordaustraliens, von Kimberley bis zum Golf von Carpentaria. Über diese gesamten Teile der Küste Nordaustraliens gibt es zahlreiche Beweise für die Anwesenheit und den Einfluss der Bugis. Es gibt Reste von Bauten der Bugis auf den Inseln, Bugiworte gingen in die Sprachen der Aborigines ein, und die Bugis und ihr Handwerk beeinflussten die indigene Kunst der Menschen in Arnhemland.
Die Bugis kamen jedes Jahr während des Nordwestmonsuns mit ihren hölzernen Pinisis in die australischen Gewässer. Hier blieben sie über mehrere Monate und fingen Seegurken, die sie trockneten und zu Trepang verarbeiteten, bevor sie in der trockenen Saison nach Makassar zurückkehrten. Diese Reisen dauerten bis 1907 an.
Der Seefahrer Thomas Forrest schrieb 1792 in Voyage from Calcutta:

“The Buggesses in general are a high-spirited people; they will not bear ill usage. […] They deserve the character given of Malays in general, by Monsieur Poivre, in his Travels of a Philosopher, ‘fond of adventures, emigration, and capable of undertaking the most dangerous enterprizes’.”

„Die Bugis sind feurige Leute; sie ertragen keine schlechte Behandlung. […] Auf sie trifft die Charakterisierung zu, die Monsieur Poivre in seinen Reisen eines Philosophen von den Malaien ganz allgemein gegeben hat: ‚Sie lieben Abenteuer, Auswanderung, und sind imstande, die gefährlichsten Unternehmungen zu wagen.‘“

## Traditionelle Kultur
Den Bugis ist das Epos La Galigo heilig, das sowohl eine Geschichte der Schöpfung als auch eine Sammlung von Ritualen und einen Verhaltenskodex für die Könige darstellt.
Die Bugikultur kennt auch fünf verschiedene soziale Geschlechter. Diese fünf Geschlechter gelten als notwendig, um die Welt in Gleichgewicht und Harmonie zu halten. Dazu gehören Makkunrai (feminine Frau), Calabai (weiblicher Mann), Calalai (männliche Frau), Oroané (maskuliner Mann), und Bissu (letzteres verkörpert sowohl männliche als auch weibliche Energien (Hermaphrodit), verehrt als Schamane). Makkunrai und Oroané entsprechen dabei heterosexuellen Frauen und Männern, die sich jeweils ihren traditionellen Frauen- und Männerrollen gemäß verhalten. Calabai hingegen sind biologische Männer, die sich in Kleidung und Verhalten wie heterosexuelle Frauen benehmen, ohne jedoch körperliche Veränderungen an sich vornehmen zu lassen. Calalai sind biologische Frauen, die sich in Kleidung und Verhalten wie heterosexuelle Männer benehmen, ebenfalls ohne körperliche Veränderungen an sich vornehmen zu lassen. Alle Geschlechter werden als gegeben und natürlich betrachtet.

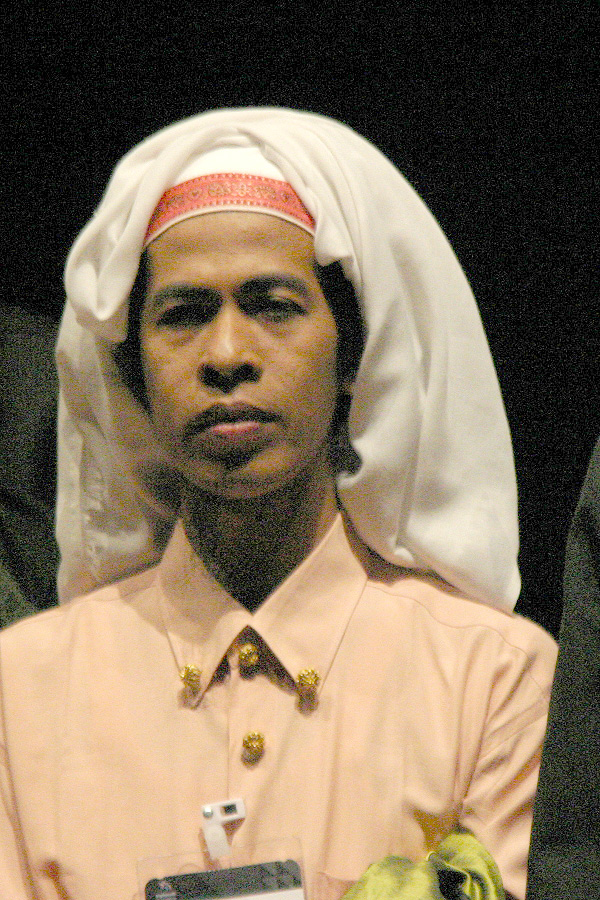
Der Bissu Puang Matoa

Die Bissu vereinen Aspekte von Frauen und Männern. Es gibt verschiedene Theorien über die Ursprünge und Bedeutung der Bissu.
Die königlichen Rituale können nur durch einen Bissu durchgeführt werden, das heißt einen Menschen, der weder Mann noch Frau ist, sondern Attribute von beiden Geschlechtern besitzt. Nur Bissu vermögen Mittler zwischen Menschen und Göttern zu sein.
Die Ratschläge der Bissu werden in der Regel gesucht, wenn eine Genehmigung der Mächte der Batin-Welt erforderlich ist. Dies kann beispielsweise der Fall sein, wenn ein Bugi zur Haddsch nach Mekka aufbrechen will. In dieser Situation wird der Bissu einem Geist (Dschinn) ermöglichen, Besitz von diesem Mann zu ergreifen und als Abgesandter des Batin zu handeln.
Dies ist nicht im Einklang mit dem orthodoxen Islam, wird jedoch vom regionalen Islam toleriert, solange es keine Handlung mit sich bringt, die in Opposition zur Scharia ist. In diesem Fall bedeutet dies, dass der Geist und die Macht des Bissu nicht in irgendeiner Weise autonom von Allah gesehen werden dürfen, denn dieser ist der einzige, der verehrt werden dürfe.
Die Rituale des täglichen Lebens, wie die Einweihung eines neuen Hauses oder eines neuen Bootes, Riten des Übergangs, die Feierlichkeiten zu den Lebenszyklen des Reis werden von einem Sanro ausgeführt.
Als Muslime erkennen Bugis nur die Existenz eines Gottes an, den sie Puang Allataala oder Dewata Seuwae nennen. Neben Gott gibt es für die Bugis alle möglichen anderen Geister oder Dewata (original Sanskrit-Wort „Gottheit“), denen sie für ihre Fürsprache beim höchsten Wesen Tribut zahlen müssen.
Einer dieser Geister ist Sawerigading, der Held, dessen Abenteuer im La Galigo erzählt werden.
Die Bugis verehren Sangiang Serr, die Göttin des Reises (ganz allgemein in Indonesien bekannt unter dem Namen Dewi Sri), von der La Galigo erzählt, dass sie das erste irdische Kind von Batara Guru, Sohn von Datu Patoto, der höchsten Gottheit, ist. Sangiang Serri stirbt nach sieben Tagen, wird begraben und erscheint dann in Form von Reis.
Die To Tenrita sind unsichtbare Geister, die als Mittler zwischen Menschen und Göttern handeln. Unter ihnen sind die Schutzgeister der Häuser und Boote, und Geister, die Bäume, Steine und Federn bewohnen.
Die meisten Rituale der traditionellen Religion werden von den Bugis nicht mehr eingehalten. Insbesondere die Beerdigung folgt nun dem muslimischen Ritus. Die Tätigkeit der Bissu wird immer mehr eingeschränkt. Aber heilige Orte haben ihre Bedeutung behalten, einschließlich der Gräber, die Wallfahrtsorte und Gegenstand eines Ahnenkultes sind. Diesem Kult ist zu Opfergaben für die Vorfahren ein Platz im Haus reserviert. Schließlich wird das Epos La Galigo auf Zeremonien präsentiert.

## Gegenwärtiger Lebensstil

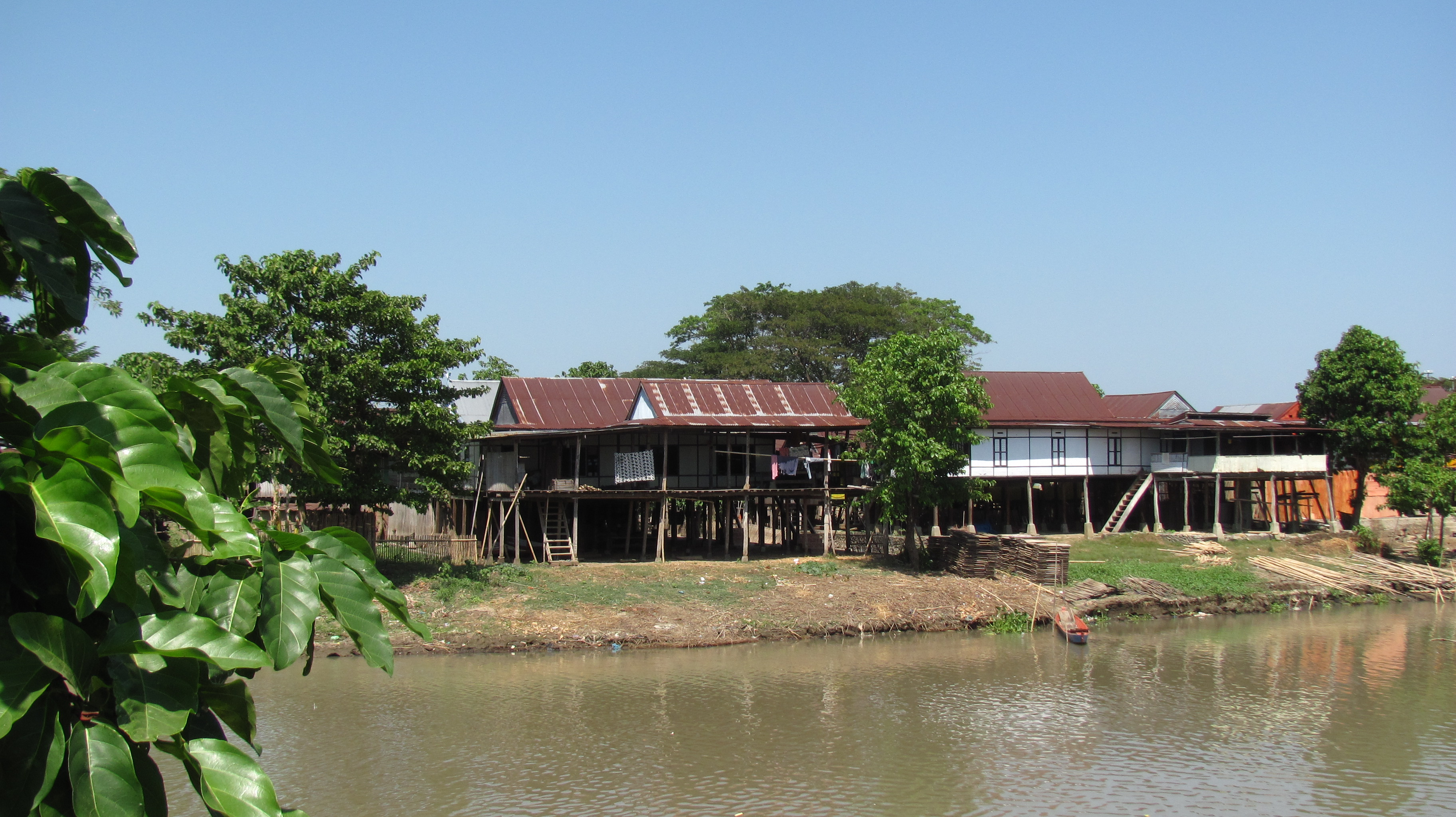
Pfahlbauten der Bugis in Sengkang.

Die meisten heutigen Bugis verdienen ihren Lebensunterhalt als Händler, Fischer oder Reisbauern. Von den Frauen wird erwartet, dass sie zu Hause arbeiten, Seiden-Sarongs weben und sie dann verkaufen. (Ein Sarong ist ein farbiges Stoffstück, das zu einer Röhre zusammengenäht als Rock sowohl von Männern als auch von Frauen in Indonesien getragen wird.) Der größte Teil des Haushaltseinkommens wird mit dem Verkauf von Sarongs verdient.
Traditionell leben die Bugis in Stelzenhäusern, manchmal drei Meter oder mehr über dem Boden, mit Bretterwänden und -böden. Diese sind in der gesamten malaiischen Inselwelt gebräuchlich, als Schutz vor Hochwasser, Erdbeben und Tieren. Während der Wachstumssaison übernachten manche Familienmitglieder in kleinen Hütten, die über die Felder verstreut sind.
Viele Ehen werden weiterhin von den Eltern arrangiert und finden nicht selten zwischen eng verwandten Cousinen und Cousins statt. Ein frischvermähltes Paar lebt während der ersten Ehejahre oft bei den Eltern der Braut. Scheidung ist ein normaler Vorgang bei den Bugis, besonders bei arrangierten Ehen.
Bugis ernähren sich hauptsächlich von Reis, Fisch, Mais, Kokosnüssen, Bananen und Tee. Bei bestimmten Festgelegenheiten wird Büffel als Delikatesse serviert. Visuelle Künste und Vorführungs-Künste, wie Tanz und Schattenspiel, sind ein reicher Teil der Kultur der Bugis.

## Religion
Hinduismus und Buddhismus gemischt mit indigenen religiösen Elementen prägten das Leben der Bugis bis ins frühe 17. Jahrhundert. Der Buddhismus kam vermutlich im 8. Jahrhundert von Java oder Sumatra aus in das Gebiet. Es entstanden mehrere buddhistische Königreiche, die jedoch nach 1300 verschwanden bzw. durch hinduistische Königreiche ersetzt wurden. Der Hinduismus kam mit javanischen und indischen Händlern auf die Insel.
Die Bugis konvertierten Anfang des 17. Jahrhunderts zum Islam. Die Islamisierung erfolgte etwa 100 Jahre später als im übrigen Indonesien und kam erneut von Java aus auf die Insel.
Seit jener Zeit sind sie streng sunnitische Gläubige. Sie feiern islamische Feste und Fastenzeiten; sie beten fünfmal am Tag. Ihre islamischen Praktiken sind jedoch auch tief beeinflusst von Spiritismus (dem Glauben an unsichtbare Geister) und der Ahnenverehrung (Beten zu verstorbenen Vorfahren).
Obwohl die Bugis strenge Muslime sind, tragen nur wenig Bugi-Frauen einen Schleier.
Eine sehr bekannte Gruppe der Bugi-Sitten sind die von ihnen so genannten Tuanni. Sie umfassen die Verehrung verschiedener Gottheiten, wie einen „Kartoffelgott“, einen „Reisgott“, einen „Gott der Könige“. Sie glauben auch, dass bestimmte Krankheiten und Missgeschicke der Menschen von Geistern des Feuers, der Luft, der Erde und des Wassers veranlasst werden.

## Bekannte Bugis
- Raja Ali Haji (1808–1873), in Selangor geborener Dichter und Gelehrter, der die klassische malayische Literatur pflegte
- Jusuf Kalla, ehemaliger indonesischer Vizepräsident
- Bacharuddin Jusuf Habibie, ehemaliger indonesischer Präsident